# دايفيد هنت
دايفيد هنت (بالإنجليزية: David Hunt)‏ هو سائق سباق بريطاني، ولد في 20 مايو 1960 في Belmont, Sutton ‏ في المملكة المتحدة، وتوفي في 11 أكتوبر 2015.

## روابط خارجية
- دايفيد هنت على موقع DriverDB.com (الإنجليزية)